# Verina
Elia Verina (latino: Aelia Verina; ... – Isauria, 484) è stata la moglie dell'imperatore romano d'Oriente Leone I, suocera di Zenone e sorella di Basilisco.

## Biografia
Le sue origini sono sconosciute. Ebbe almeno tre fratelli: una sorella anonima, moglie di Zuzo; un fratello o una sorella genitori di Armazio; e Basilisco. Una sua parente sposò Giulio Nepote.
Prima del 457 sposò Leone, un generale di origine tracia da cui ebbe Ariadne: Nel febbraio 457 Leone fu elevato al trono dal generalissimo Aspare; dopo questa data Verina e Leone ebbero un'altra figlia, e infine un figlio maschio, che però morì dopo cinque mesi nel 463. È verosimile che Verina sia stata elevata al rango di Augusta dopo la nascita del figlio maschio, erede al trono imperiale.
Nel 468 Basilisco comandò la flotta congiunta dei due imperi romani in una disastrosa campagna contro i Vandali: al ritorno a Costantinopoli dovette nascondersi in una chiesa, e fu punito solo con l'esilio a Eraclea Sintica, in Tracia, solo grazie all'intercessione di Verina.
Alla morte di Leone I (gennaio 474) gli succedette il nipote Leone II figlio della primogenita di Verina, Ariadne, e del generale di origine isaurica Zenone; è noto che Verina sostenne Zenone, salito al trono nel febbraio del 474 come co-imperatore del figlio, almeno finché Leone II non morì (novembre 474).
Negli anni successivi Verina fu al centro di numerose cospirazioni. Insieme al proprio amante Patrizio, al fratello Basilisco, al generale isaurico Illo e al generale goto Teodorico Strabone, organizzò un colpo di stato contro Zenone (gennaio 475): Verina convinse l'imperatore ad allontanarsi con i suoi uomini più fidati da Costantinopoli, lasciando campo libero a Basilisco, che si proclamò imperatore. Verina entrò rapidamente in rotta di collisione col fratello, specialmente quando questi fece giustiziare Patricio; al ritorno di Zenone nella capitale, avvenuta nel 476, Verina si riconciliò con il genero.
Verina congiurò contro Illo, il quale però ne scoprì il piano e, con il consenso di Zenone, la imprigionò. Verina allora fomentò la ribellione di Marciano, nipote dell'omonimo imperatore e marito di Leonzia, che fu però sconfitto ed esiliato.
Nel 483 Zenone chiese a Illo di liberare Verina. Illo era allora in contrasto con la posizione monofisista di Zenone, e si alleò con Verina, sostenendo la ribellione di un certo Leonzio, ma Zenone riuscì a sgominare anche questo tentativo di colpo di Stato. Illo e Verina furono costretti a fuggire in Isauria, dove Verina morì nel 484, durante o subito dopo l'assedio della fortezza di Papurio. Successivamente fu sepolta a Costantinopoli.